# Casa Bassanini
La Casa d'appartamenti Bassanini in via Foppa è un edificio storico di Milano, sito in via Foppa al civico 4, nelle vicinanze del parco Solari. 

## Storia
Fu realizzata fra il 1930 e il 1934 su progetto dell'architetto Piero Portaluppi e su commissione dell'impresa appaltatrice S.A. Magnaghi & Bassanini. Ingegnere strutturale fu Paolo Mario Boschini.
L'edificio fu commissionato in concomitanza con la liberazione dell'intera area dello scalo bestiame ferroviario che serviva il vicino Macello pubblico e la conseguente realizzazione del parco Solari.

## Descrizione
La casa d'appartamenti di via Foppa segna un netto stacco rispetto alle precedenti architetture del Portaluppi per la mancanza di elementi decorativi in facciata. La fronte dell'edificio risulta evidentemente ripartita in tre partiti: i due piani comprendenti la zoccolatura, il secondo a vetrata e il terzo comprendente l'ordine superiore originariamente distribuito su cinque piani oggi portati a sei. L'edificio presentava all'ultimo piano una grande terrazza, in origine di pertinenza del secondo piano, e oggi occupata dal rialzo con cui è ottenuto l'ultimo piano. La facciata mostra un andamento orizzontale accentuato dalla serie dei balconcini che ne occupano l'intera larghezza.
Il progetto originale dell'edificio, realizzato con ossatura di cemento armato e muratura di mattoni, prevedeva 89 locali oltre i servizi e le anticamere e un piano seminterrato adibito a uffici; le terrazze realizzate nel corpo interno e in quello esterno coprivano una superficie di 500 m², i balconcini verso i cortili occupavano 25 m² mentre i balconi verso strada avevano una superficie complessiva di 75 m².

## Galleria d'immagini

Il cantiere per la realizzazione del parco Solari nel 1932: si nota lo spazio fra i due palazzi nel quale sorgerà casa Bassanini